# Horst Gundlach (Bauingenieur)
Horst Gundlach (* 1934 in Erfurt) ist ein deutscher Bauingenieur und Sachbuchautor.

## Werdegang
Horst Gundlach wurde in der Landeshauptstadt Thüringens geboren und wuchs in Bad Langensalza auf, wo er bis 1950 die Grund- und Oberschule besuchte. Von 1951 bis 1953 war er an der Oberschule in Jena und anschließend studierte er Baustoffverfahrenstechnik an der Hochschule für Architektur und Bauwesen Weimar.
Gundlach verließ die DDR im Jahre 1960 und war in der Bundesrepublik Deutschland in der Baustoffindustrie tätig. 1967 promovierte er an der Bergakademie Clausthal zum Dr.-Ing. Das Thema seiner Dissertation lautet Untersuchungen über die Beeinflussung der Festigkeit dampfgehärteter Kalksilikat-Erzeugnisse.
1973 erschien das von ihm verfasste Standardwerk Dampfgehärtete Baustoffe im Bauverlag Wiesbaden/Berlin. Ab 1984 war Gundlach freischaffend als Unternehmensberater und ab 1993 als Inhaber und Geschäftsführer eines Forschungsinstitut in Weimar tätig. Er ist vereidigter Sachverständiger und Gutachter, sein Schwerpunkt sind Roh- und Baustoffe aus dem Bereich der Steine und Erden.
In seiner Freizeit publizierte er, zunächst im Eigenverlag, dann im Verlag Rockstuhl in Bad Langensalza/Thüringen, mehrere Sachbücher zur innerdeutschen Grenze im Südharz, der Grenzüberwachung in der DDR und über seine frühere Heimatstadt Bad Langensalza.

## Publikationen
- Dampfgehärtete Baustoffe, Wiesbaden/Berlin, 1973.
- Die deutsch-deutsche Grenze im Südharz, eine Dokumentation der Ereignisse von 1945 bis 1990, Bad Sachsa, 2009.[3]
- Damals in Langensalza 1936–1950. Erinnerungs- und Erfahrungsbericht, Bad Langensalza, 2012.
- Die deutsch-deutsche Grenze 1945–1990. Eine Dokumentation der Ereignisse im Südharz, 2. Aufl., Bad Langensalza/Thüringen, 2014, ISBN 978-3-86777-724-7.
- Die Grenzüberwachung der DDR. Beschreibung der Grenzanlagen und des Überwachungssystems, mit Bilddokumentation, Bad Langensalza/Thüringen, 2014.